# Ella Rae Rappaport
Ella Rae Rappaport, född 17 januari 2003, är en svensk skådespelare.
Rappaport slog igenom som skådespelare när hon spelade en av huvudrollerna, Flisa Hedenhös, i 2013 års julkalender Barna Hedenhös uppfinner julen. Hon har även medverkat i filmen Ensamma i rymden från 2018 där hon spelade en av huvudrollerna och kommer även att medverka i  filmen Egghead Republic.

## Filmografi (i urval)
- 2013 – Barna Hedenhös uppfinner julen (TV-serie)
- 2018 – Ensamma i rymden
- 2019 – Limboland (TV-serie)
- 2022 – Lust (TV-serie)
- 2025 – Lita på mig (TV-serie)
- 2025 – Egghead Republic